# 엷은색들쥐
엷은색들쥐 또는 터니쥐(Rattus tunneyi)는 시궁쥐속에 속하는 설치류의 일종이다. 야행성 초식동물로 오스트레일리아 토착종이다. 오스트레일리아 대륙의 거의 모든 지역에서 서식했지만 현재는 오스트레일리아 북부 지역의 키 큰 식물이 자라는 초원 지대에서만 발견된다.
엷은색들쥐는 노랑-갈색이고, 배 쪽은 회색 또는 크림색을 띤다. 풀과 씨앗, 뿌리를 먹고 낮 동안에는 무르고 푸석푸석한 흙 속에 판 얕은 굴 속 둥지에서 시간을 보낸다. 축산업을 위해 도입한 소 방목 때문에 흙이 단단해져 부정적인 영향을 주고 있다. 야생고양이 또한 개체수 감소에 영향을 끼치고 있다.
분포 지역 일부에서는 국소적으로 멸종 상태를 보이고 있다.